# Бакович, Дуе
Дуе Бакович (хорв. Duje Baković; 7 июня 1986 года, Риека) — хорватский футболист, играющий на позиции защитника. Последним клубом в карьере футболиста на данный момент стал азербайджанский «Баку», за который он выступал в 2012 году.

## Карьера
Дуе Бакович — воспитанник хорватского футбольного клуба «Риека». 31 октября 2006 года он дебютировал в хорватской Первой лиге, выйдя в основном составе в гостевом поединке против загребского «Динамо». 
Летом 2008 года Бакович перешёл в греческую «Кавалу», первую половину 2010 года он отыграл за греческий «Эгалео». В августе 2010 года хорват вернулся в «Риеку», а с начала 2012 года представлял азербайджанский «Баку». 20 февраля 2012 года Бакович забил свой первый гол на высшем уровне, открыв счёт на второй минуте гостевого матча с «Симургом». 